# 王立劇場 (コペンハーゲン)
王立劇場（おうりつげきじょう、Det Kongelige Teater）は、デンマーク・コペンハーゲンにある石造りの歌劇場である。市内中心部コンゲンス・ニュートー広場の南に位置し、ニューハウンに隣接している。

## 沿革
デンマーク最古の劇場であり、1874年に杮落しが行われた。観客席は約1,500席。オペラやクラシック音楽、デンマーク王立バレエ団のバレエなどの上演が行なわれている。